# Vua tốc độ
Vua tốc độ (tựa gốc tiếng Anh: Speed Racer) là phim điện ảnh thể thao hành động-hài năm 2008 do chị em nhà Wachowski đạo diễn kiêm viết kịch bản, dựa trên loạt anime và manga của Nhật Bản vào thập niên 1960 là Speed Racer. Phim có sự tham gia diễn xuất của Emile Hirsch, Christina Ricci, Matthew Fox, John Goodman, Susan Sarandon, Roger Allam, Benno Fürmann, Hiroyuki Sanada, Rain và Richard Roundtree. Bộ phim là thành một thành phẩm hợp tác sản xuất của Đức-Mỹ, gồm các xưởng phim là Village Roadshow Pictures, Silver Pictures, Anarchos Productions và Babelsberg Studio, cũng như do hãng Warner Bros. Pictures phân phối. Cốt truyện xoay quanh Speed Racer – một tay đua ô tô 18 tuổi – tiếp tục theo đuổi sự nghiệp gần như đã tàn lụi của anh trai mình. Anh vẫn lựa chọn trung thành với gia đình mình và công ty của họ là Racer Motors đã gây khó khăn cho gia đình anh, sau khi anh từ chối một bản hợp đồng do E.P. Arnold Royalton, chủ sở hữu Royalton Industries đề nghị.